# 德克五世
德克五世（荷蘭語：Dirk V，1052年—1091年6月17日），荷蘭伯爵，1061年至1091年在位。
德克五世的妻子是奧特希爾迪絲（Othelhildis），兩人共有1子1女：
1. 弗洛里斯二世
2. 瑪蒂爾德